# Pol Thibaux
Pour les articles homonymes, voir Thibaux.
Pol Thibaux (Givet, 20 juillet 1914 - Fréjus, 8 décembre 1963) est un médecin militaire français, Compagnon de la Libération. Ralliant les forces françaises libres au début de la guerre, il s'illustre notamment lors de la bataille de Bir Hakeim et de la campagne de Tunisie. Il est le père de l'écrivain François Thibaux.

## Biographie

### Enfance et scolarité
Né le 20 juillet 1914 à Givet dans les Ardennes, Pol Thibaux s'oriente vers une carrière militaire et entre au Prytanée national militaire de La Flèche de 1925 à 1930. Commençant ses études de médecine en 1933 à l'école du service de santé des armées de Lyon, il en ressort docteur en juillet 1938 et suit les cours de l'école d'application du service de santé des troupes coloniales avant d'être affecté à Fréjus jusqu'à la guerre.

### Seconde guerre mondiale
Affecté en Afrique-Équatoriale française en mars 1940 dans les rangs du Régiment de tirailleurs sénégalais du Tchad, il rallie les forces françaises libres lorsque celles-ci parviennent dans la région le 26 août 1940. Rejoignant l'antenne médicale sous les ordres de Henri Fruchaud, il participe avec lui à la campagne du Gabon. Les deux hommes sont ensuite mutés à la Brigade Française Libre d'Orient et opèrent en Érythrée à partir de mi-janvier 1941. Prenant part, du 15 au 18 mars, à la bataille de Keren, Pol Thibaux s'y distingue à la tête d'un poste chirurgical avancé avec lequel il sauve de nombreuses vies malgré la difficulté d'opérer sous le feu ennemi. Après avoir été promu médecin-capitaine en décembre 1941, il est affecté au printemps 1942 à l'ambulance Hadfield-Spears dont Henri Fruchaud vient de prendre le commandement. Assistant de celui-ci au sein du poste chirurgical avancé de l'ambulance, il participe à la bataille de Bir Hakeim où il opère de nombreux blessés dans des conditions particulièrement difficiles. Après la Libye, Fruchaud ayant été muté, Pol Thibaux prend sa place à la tête du poste chirurgical avancé de l'ambulance Hadfield-Spears qui est désormais commandée par Jean Vernier. Il prend alors part à la campagne de Tunisie et se distingue particulièrement lors de l'offensive de la 1re division française libre du 7 au 12 mai à Takrouna où il opère pendant 24 heures sans repos. Pol Thibaux participe à la campagne d'Italie à partir d'avril 1944 puis, le 31 août suivant, il débarque en Provence et participe à la libération de la France.

### Après-guerre
Restant dans l'armée après la guerre, il est affecté à Madagascar où il exerce à l'hôpital mixte de Toamasina jusqu'en 1948. Il est ensuite muté en Nouvelle-Calédonie où, de 1950 à 1954, il est le médecin-chef du service de chirurgie de l'hôpital de Nouméa. Après une brève affectation en Indochine, il prend sa retraite en 1957 avec le grade de médecin-colonel. Devenu médecin de campagne au Dramont (Var), il est surnommé « le médecin des pauvres ». Pol Thibaux meurt le 8 décembre 1963 à Fréjus et est inhumé à Saint-Raphaël.

## Décorations
|  |  |  |  |  |  |
|  |  |  |  |  |  |

| Chevalier de la Légion d'Honneur                                                       | Chevalier de la Légion d'Honneur                                                       | Compagnon de la Libération                                                             | Compagnon de la Libération                | Croix de Guerre 1939-1945                 | Croix de Guerre 1939-1945                 |
| Médaille coloniale Avec agrafes « Érythrée », « Libye », « Bir-Hakeim » et « Tunisie » | Médaille coloniale Avec agrafes « Érythrée », « Libye », « Bir-Hakeim » et « Tunisie » | Médaille coloniale Avec agrafes « Érythrée », « Libye », « Bir-Hakeim » et « Tunisie » | Officier de l'Ordre de l'Étoile d'Anjouan | Officier de l'Ordre de l'Étoile d'Anjouan | Officier de l'Ordre de l'Étoile d'Anjouan |

## Hommages
Son fils, François Thibaux, s'inspire de sa vie pour écrire son roman Le Guerrier nu.
Son portrait est exposé avec ceux des cinq autres compagnons de la Libération liés aux Ardennes, sur le mur de l'esplanade Roger Mas, à Charleville-Mézières, en France, du  31 août au 7 novembre 2024, à l'occasion de l'exposition de 110 photographies de compagnons de la Libération réalisés par le studio Harcourt.